# Ablégat
L'ablégat (du latin ablegatus, « envoyé ») était un envoyé extraordinaire du pape. On distinguait les ablégats apostoliques des ablégats pontificaux. La charge a été supprimée après le concile de Vatican II.
L'ablégat apostolique est un prélat de rang inférieur, c'est-à-dire qui n'est pas consacré évêque. Il est chargé par le pape de remettre la rose d'or à un chef d'État et plus rarement, la barrette à un nouveau cardinal.
L'ablégat pontifical a pour mission de porter la barrette à un néo-cardinal et plus secondairement des langes bénis aux souverains venant d'avoir un héritier, ou encore des insignes honorifiques à des généraux.
Tous deux reçoivent pour leur mission des lettres de créance sous la forme d'un bref et bénéficient du rang de ministre plénipotentiaire.